# 青铜人身形器

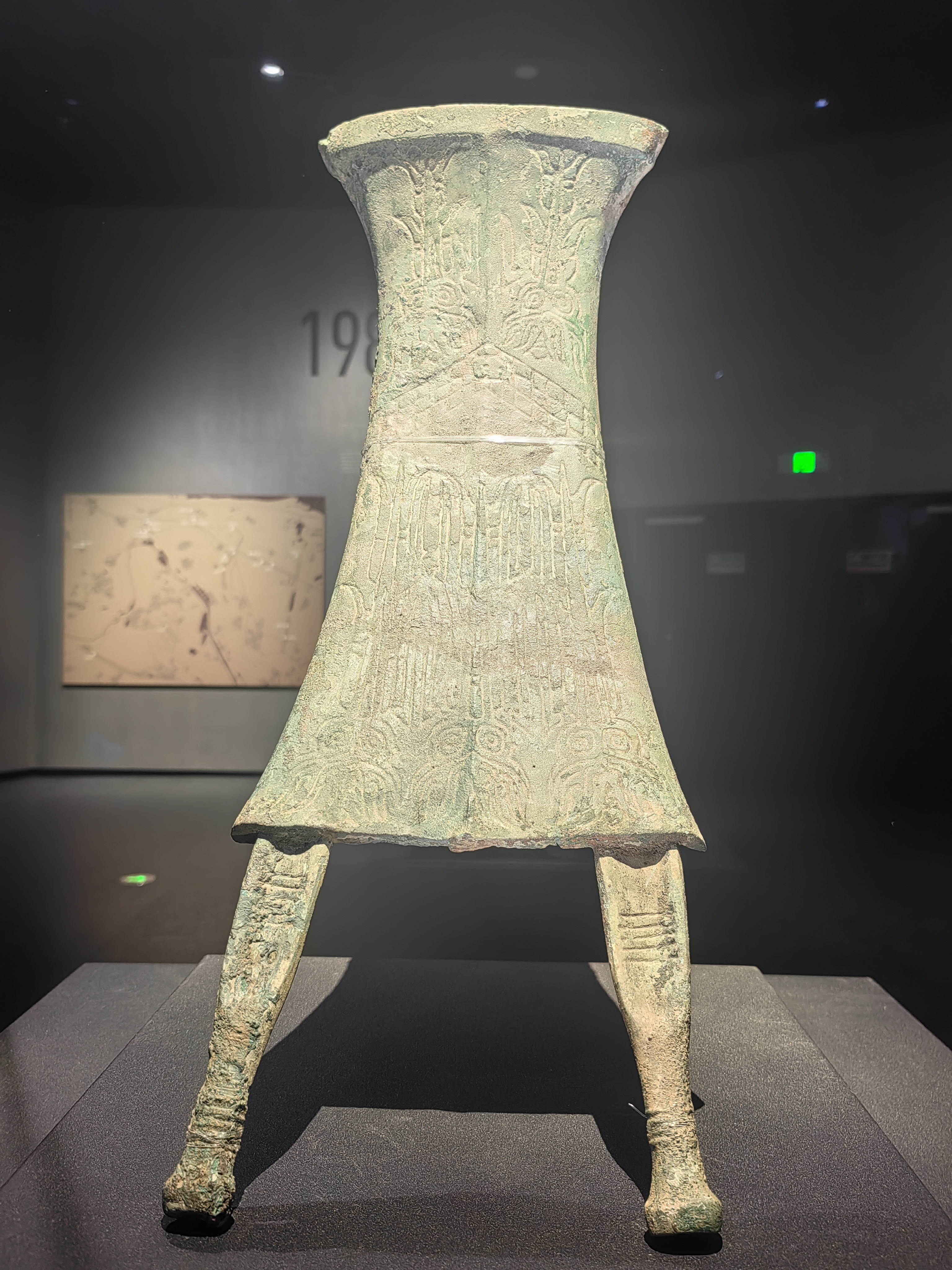
青銅人身形牌飾

青铜人身形器是中华人民共和国三星堆出土文物中的较奇特器物之一。通体高46.4厘米，整体造型若一无头无手之人体，此器上部如穿衣袍之人身，下有双腿，腿前内凹，下端饰凸弦纹。器身满饰图案。其用途及如何摆放该器具才是制作者和使用者的本意，至今仍無從推測。